# Grieks voetbalelftal (mannen)
Het Grieks voetbalelftal (Grieks: Εθνική Ελλάδος, Ethniki Ellados) is een team van voetballers dat Griekenland vertegenwoordigt in internationale wedstrijden.
De Grieken wonnen verrassend het Europees kampioenschap voetbal 2004 in Portugal.

## Geschiedenis

### 1920-1978: de beginjaren, geen hoogvlieger

#### Voor de Tweede Wereldoorlog
Het Griekse speelde zijn eerste officiële interland in 1920 op de Olympische Spelen in Antwerpen, een succes werd het niet, er werd met 9-0 van Zweden verloren. Voor de Tweede Wereldoorlog waren de resultaten van het Griekse team mager: er werd nooit meer deelgenomen aan de Olympische Spelen en in de voorronde voor het WK van 1934 en 1938 werden kansloze nederlagen geleden. Italië won in 1934 met 4-0 de eerste wedstrijd, zou het toernooi ook organiseren en had geen zin meer in de return in Griekenland. Het kocht het Griekse elftal om door een bondsgebouw in Athene te kopen, waarna het Griekse elftal zich terugtrok. Voor het WK van 1938 leed het Griekse team zijn grootste nederlaag in zijn historie: 11-1 tegen Hongarije.

#### 1945-1978

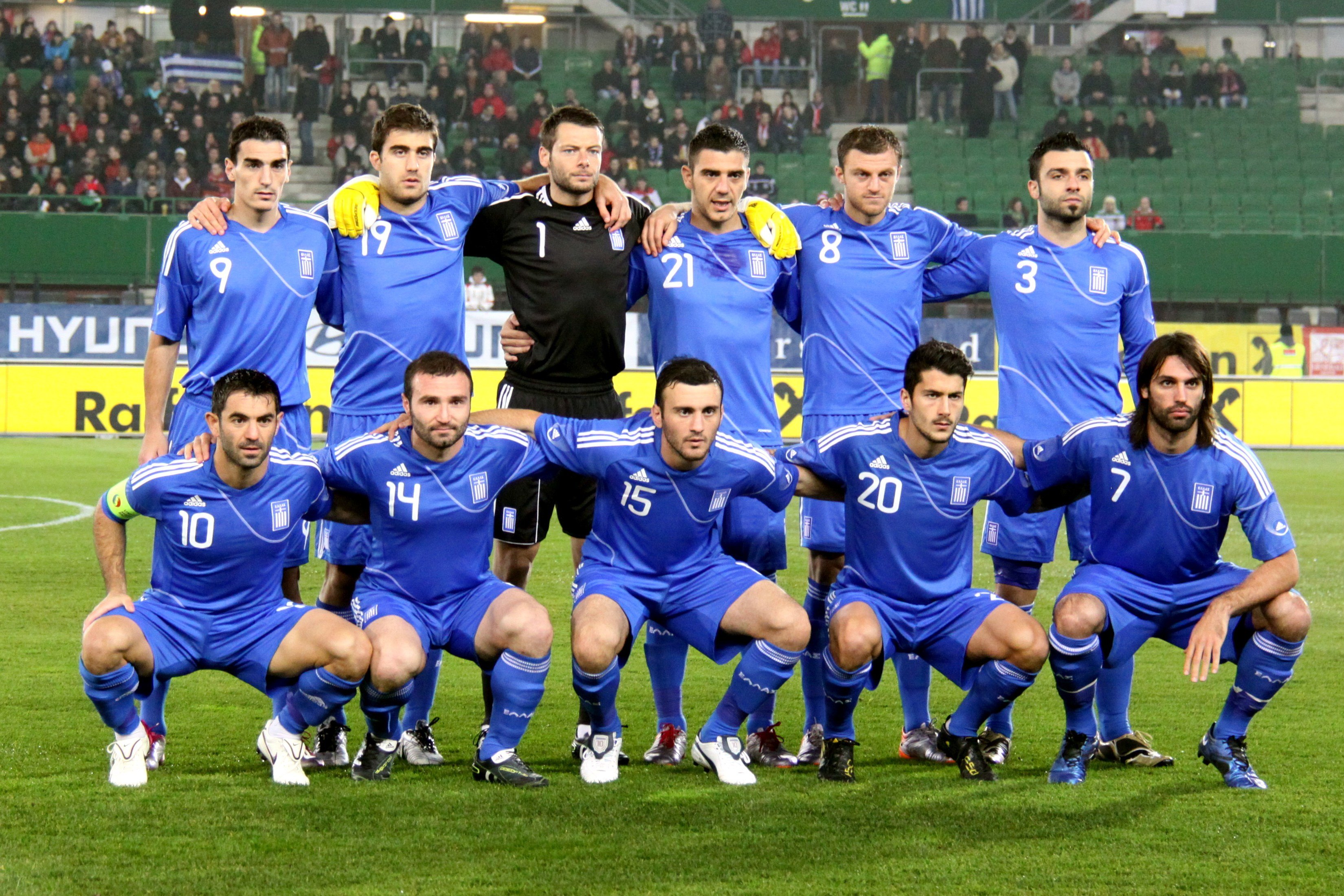
Het elftal op 17 november 2010

Mede door de politieke onrust slaagde het Griekse team na de Tweede Wereldoorlog geen opvallende resultaten te boeken. In de jaren zestig werden incidentele overwinningen behaald op Noord-Ierland (WK 1962), Wales (WK 1966) en Oostenrijk (EK 1968). Voor kwalificatie voor het WK van 1970 werd na een nederlaag tegen Zwitserland zes punten uit vier wedstrijden behaald met een 4-2-overwinning op het Portugal van Eusebio en een 4-1-zege op Zwitserland als hoogtepunten. Enige concurrent was Roemenië dat een voorsprong van één punt had voor de laatste wedstrijd in Boekarest. Griekenland kwam niet verder dan een 1-1 gelijkspel en in de jaren zeventig liepen de prestaties weer terug. Voor het EK van 1972 werd alleen punten tegen het nietige Malta behaald en voor het WK van 1974 werden alle wedstrijden verloren. In 1976 werd twee keer gelijkgespeeld tegen wereldkampioen West-Duitsland, maar door een nederlaag tegen Malta (2-0) kwam de ploeg twee punten tekort om de wereldkampioen uit te schakelen. Voor het WK van 1978 presteerde het team sterk in de thuiswedstrijden door gelijk te spelen tegen Hongarije en te winnen van de Sovjet-Unie, maar in de uitwedstrijden was de ploeg kansloos.

### 1978-2002: eerste EK- en WK-deelname

#### EK 1980
Om zich te plaatsen voor het EK van 1980 waren opnieuw Hongarije en de Sovjet-Unie de tegenstanders, aangevuld met Finland. De start was desastreus met kansloze uitnederlagen tegen Finland (3-0) en de Sovjet-Unie (2-0). Griekenland kwam terug in de strijd door duidelijke overwinningen op Finland (8-1) en Hongarije (4-1) en omdat alle andere landen onderling punten verspeelden. Na een belangrijk gelijkspel in Boedapest moest de Sovjet-Unie in de laatste wedstrijden verslagen worden. Na negen minuten scoorde Nikoloudis het winnende doelpunt en plaatste Griekenland zich voor de eerste keer voor een groot internationaal toernooi. Op het EK in Italië verweerde Griekenland zich kranig, van Nederland werd verloren door een omstreden strafschop, van Tsjecho-Slowakije werd met 3-1 verloren en tegen de latere Europees kampioen West-Duitsland werd met 0-0 gelijk gespeeld. Tegen de Tsjechen scoorde Nikos Anastopoulos het eerste Griekse doelpunt op een internationaal toernooi.

#### 1980-1992
Het succes was slechts incidenteel, de volgende campagnes leverde geen nieuwe uitzichten op deelnames toe, noemenswaardig waren een gelijkspel in de uitwedstrijd tegen de latere wereldkampioen Italië (WK 1982), een doelpuntloos gelijkspel op Wembley tegen Engeland en een uitzege op Hongarije (beiden EK 1984). Voor het EK van 1988 was Griekenland in de race met Nederland om een EK-ticket dankzij thuiszeges op Hongarije en Polen en een gelijkspel in Rotterdam. In de voorlaatste wedstrijd tegen Hongarije werd met 3-0 verloren en had Nederland genoeg aan een zege op Cyprus om zich te plaatsen. Nederland won met 8-0, maar de wedstrijd was na één minuut al gestaakt, omdat een bom gegooid werd op de Cypriotische doelman, die daardoor de wedstrijd niet kon vervolgen. De UEFA strafte Nederland met een 0-3 nederlaag en Griekenland had nu alle kansen zich te plaatsen in de laatste wedstrijd tegen Nederland. In hoger beroep werd de straf omgezet in een nieuwe wedstrijd tussen Nederland en Cyprus in een leeg stadion, die Nederland met 4-0 won. Griekenland was verbolgen over en besloot de laatste wedstrijd te verplaatsen naar Rhodos. Nederland won met 0-3 en zou later Europees kampioen worden. Ook de campanes voor het WK van 1990 en EK 1992 waren weinig succesvol, dieptepunt was een 7-1 nederlaag tegen Denemarken.

#### WK 1994
De loting voor het WK van 1994 voorspelde weinig goeds met de Sovjet-Unie en het individuele sterke Joegoslavië als tegenstanders. Echter door politieke omstandigheden veranderde de situatie, de Sovjet-Unie hield op te bestaan, waardoor Rusland de plaats overnam en Joegoslavië werd geschorst vanwege een reeks burgeroorlogen. Hongarije leek de voornaamste concurrent, maar dat land viel ver terug en zowel Rusland als Griekenland plaatsten zich met een ruime voorsprong. In de laatste wedstrijd werd Rusland met 1-0 verslagen door een doelpunt van de later bij Vitesse en Ajax spelende Nikos Machlas en werd Griekenland zelfs groepswinnaar. Het WK in de Verenigde Staten werd een grote flop, Griekenland verloor alle wedstrijden met grote cijfers zonder zelf te scoren, 4-0 tegen Argentinië, 4-0 tegen Bulgarije en 2-0 tegen Nigeria.

#### 1994-2002

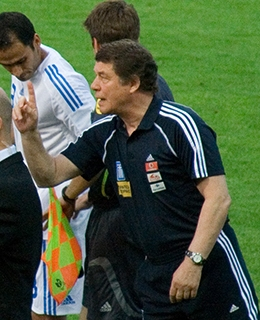
Otto Rehhagel

Vervolgens kwam er weer een lange periode zonder internationale toernooien, de start van het EK van 1996 was goed met vier overwinningen, maar na drie nederlagen op rij was de ploeg kansloos. Voor het WK van 1998 was de laatste wedstrijd beslissend, Griekenland moest winnen van Denemarken om zich te plaatsen, bij een gelijkspel zou de ploeg ook nog Kroatië achter zich dulden. Griekenland viel hartstochtelijk aan, kreeg veel kansen, maar doelman Peter Schmeichel redde zijn ploeg, Griekenland was uitgeschakeld. Voor het EK van 2000 waren vooraf perspectieven met alleen Noorwegen als voornaam voetballand als tegenstander, maar mede door puntverlies tegen Letland (1-1 in Riga, 1-2 thuisnederlaag in Athene) moest het naast Noorwegen ook Slovenië achter zich dulden.Kwalificatie voor het WK van 2002 was helemaal een flop, met vier nederlagen in zes wedstrijden, coach Vassilis Daniil werd ontslagen en opgevolgd door de Duitser Otto Rehhagel. Na een nieuw dieptepunt (5-1 tegen Finland) dreigde Griekenland Engeland een afgang te bezorgen, door in blessure-tijd met 1-2 voor te staan. In de "dying seconds" redde David Beckham zijn team door een vrije trap te benutten.

### 2004-2016: Europees kampioen onder Rehhagel, veel internationale toernooien

#### EK 2004

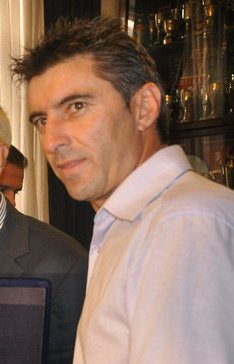
Theodoros Zagorakis

Kwalificatie voor het EK van 2004 leek al snel een "mission impossible" met twee maal een 2-0 nederlaag (Spanje thuis en Oekraïne uit), maar de ommekeer kwam na een 0-1-zege tegen Spanje door een doelpunt van Stelios Giannakopoulos en een identieke zege op Oekraïne. De hand van de behoudende Rehhagel was goed zichtbaar, want ook de laatste twee wedstrijden werden met 1-0 gewonnen. Succes werd niet verwacht op het eerste EK sinds 1980, bij de wedkantoren stond het team op de vijftiende en de een-na-laatste plaats, bij winst kon men 150 keer de inzet winnen. Griekenland begon het toernooi in Portugal spectaculair met een 1-2-zege op het gastland. Na een 1-1 gelijkspel tegen Spanje hoefde Griekenland alleen maar gelijk te spelen tegen het uitgeschakelde Rusland om de kwartfinales te halen. Het dreigde alsnog mis te gaan, want Rusland nam al snel een 2-0 voorsprong. Vlak voor rust scoorde Zisis Vryzas de aansluittreffer, de gelijkmaker viel niet maar omdat Spanje met 1-0 van Portugal verloor plaatste Griekenland zich door één doelpunt meer te scoren dan Spanje. In de kwartfinale was regerend Europees kampioen Frankrijk de tegenstander, Griekenland verdedigde vooral en kwam in de tweede helft voor door een kopdoelpunt van Angelos Charisteas. Frankrijk was niet bij machte het tij te keren en Griekenland bleef moeiteloos overeind. In de halve finales was Tsjechië de tegenstander, dat alle vier eerdere wedstrijden gewonnen had. Griekenland stond zwaar onder druk, een kentering in de wedstrijd was een blessure van de Tsjechische spelmaker Pavel Nedvěd, waardoor de Tsjechische motor begon te sputteren. In de eerste helft van de verlenging sloeg Griekenland toe via een kopbal van Traianos Dellas, het was de eerste en laatste keer dat een ploeg won door een "silver goal", na het doelpunt volgde geen tweede verlenging. In de finale was Portugal opnieuw de tegenstander, het organiserende land verwachtte nu alleen maar een overwinning. Echter, hetzelfde scenario voltrok zich zoals in de wedstrijden tegen Frankrijk en Tsjechië, Griekenland verdedigde vooral, kwam voor de derde keer op voorsprong door opnieuw een kopgoal (Charisteas) en Portugal was niet bij machte het tij te laten keren. Het hele land stond op zijn kop na dit onverwachte succes en Otto Rehhagel deed zijn bijnaam eer aan ("König Otto"). Opvallend waren de schaarste aan doelpunten van de kampioen, zeven doelpunten in zes wedstrijden, in de knock-out-fase werden geen doelpunten geïncasseerd. Middenvelder en aanvoerder Theodoros Zagorakis werd gekozen als beste speler van het toernooi.

#### WK 2006

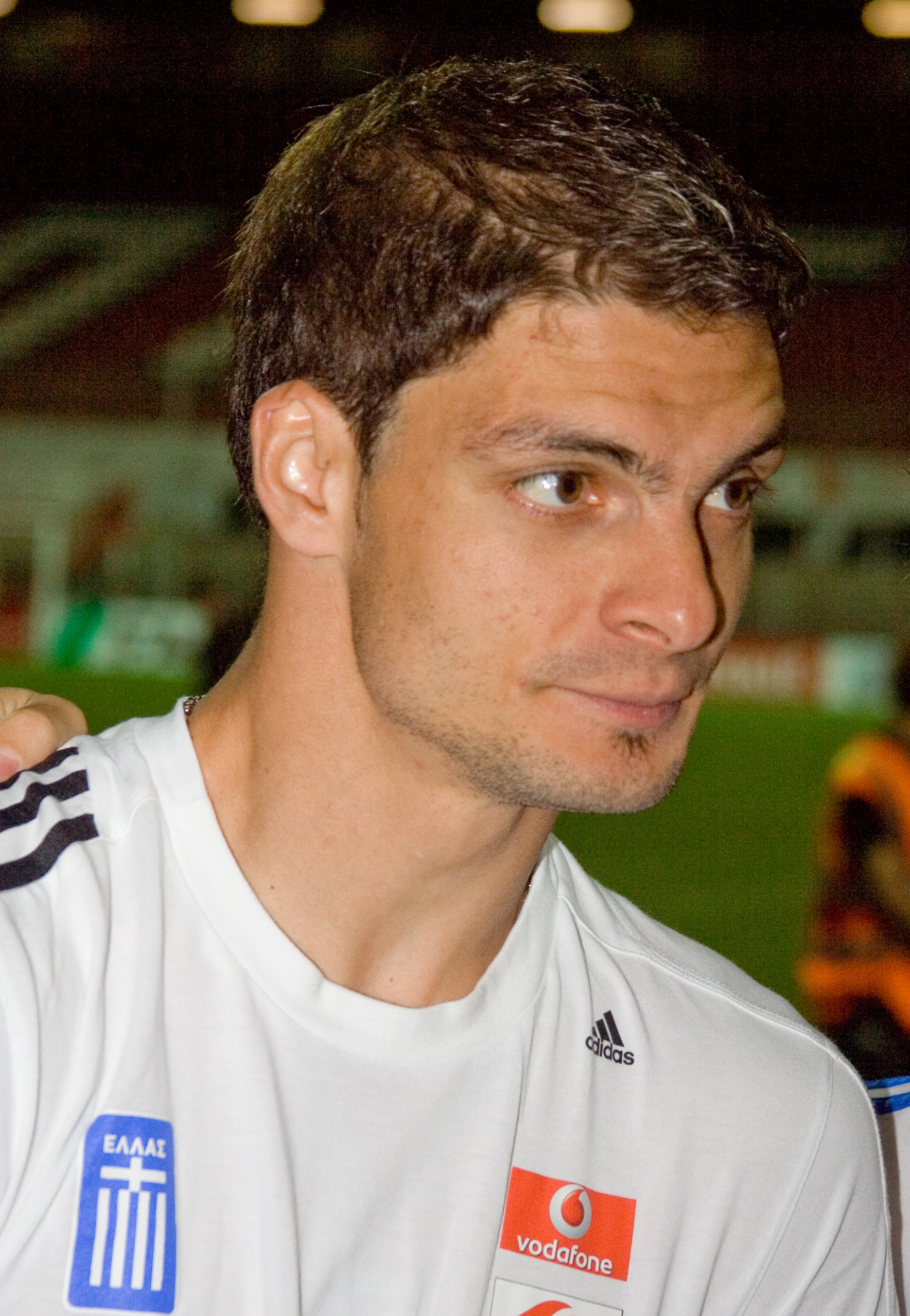
Angelos Charisteas

De status van het Griekse team veranderde, van outsider werd Griekenland een favoriet met Oekraïne, Turkije en Denemarken als rivalen om zich te plaatsen voor het WK. De start was voor Griekenland niet goed, buurland Albanië versloeg de kersverse kampioen met 2-1. Vier overwinningen en drie gelijkspelen bracht de ploeg terug in de race, maar na een 0-1 thuisnederlaag tegen Oekraïne was directe kwalificatie onmogelijk. Op de voorlaatste speeldag had Griekenland één punt en twee punten voorsprong op respectievelijk Turkije en Denemarken, maar door een 1-0 nederlaag in Kopenhagen en een zege van Turkije op het al geplaatste Oekraïne eindigde Griekenland op de vierde plaats in zijn groep en miste de play-offs. Het was de derde keer in de historie dat de Europese kampioen zich niet wist te plaatsen voor het WK. Ook de Confederations Cup werd geen succes, er werd alleen gelijk gespeeld tegen Mexico. De overige wedstrijden gingen verloren zonder één doelpunt gescoord te hebben.

#### EK 2008
Griekenland plaatste zich zonder veel moeite voor de eindronde, pijnlijk was de 1-4 nederlaag tegen aartsrivaal Turkije, maar in de return werd kwalificatie zeker gesteld na een 0-1-zege in Istanboel. Het EK in Oostenrijk en Zwitserland begon tegen het eveneens behoudende Zweden, beide teams creëerden weinig en een sterke individuele actie van Zlatan Ibrahimović brak de wedstrijd open. De wedstrijd eindigde in een 2-0 nederlaag, de tactiek waar Rehhagel veel succes had in Portugal faalde en ook de overige twee wedstrijden tegen Rusland en Spanje werden verloren.

#### WK 2010
Om zich rechtstreeks te plaatsen voor het WK van 2010 was Zwitserland de enige concurrent, de ploeg kwam één punt tekort door twee directe nederlagen tegen Zwitserland en een gelijkspel tegen nummer laatst Moldavië. In de Play-Offs was tegen het eveneens behoudend spelende Oekraïne, een doelpunt van Dimitrios Salpigidis in de uitwedstrijd was beslissend. De start op het WK in Zuid-Afrika was vals met een kansloze 2-0 nederlaag tegen Zuid-Korea, het sterk verouderde team blonk alleen uit in defensief spel. Na een 1-0 achterstand tegen Nigeria scoorde Salpigidis het eerste Griekse doelpunt op een WK, de wedstrijd eindigde in een 2-1-overwinning. Een zege op het al geplaatste Argentinië was nu genoeg om de achtste finales te halen, maar mede door opnieuw vooral het accent op de verdediging te zetten werd de wedstrijd in de slotfase verloren: 2-0. Rehhagel nam afscheid als trainer, ondanks het feit dat hij de laatste jaren weinig succes had zal hij vooral herinnerd worden als de coach die Griekenland Europees kampioen maakte.

#### EK 2012

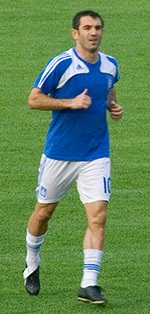
Giorgos Karagounis

De Portugees Fernando Santos werd zijn opvolger. Aan de speelstijl veranderde weinig, alleen tegen Malta scoorde het team meer dan twee goals. Enige concurrent voor directe kwalificatie voor het EK van 2012 was Kroatië de enige concurrent, bij de laatste twee wedstrijden had Griekenland één punt achterstand. In een directe confrontatie won Griekenland met 2-0 en had in de laatste wedstrijd tegen Georgië genoeg aan een gelijkspel. Het dreigde alsnog mis te gaan, maar in de laatste tien minuten werd een 1-0 achterstand omgebogen in een 1-2-zege; Charisteas scoorde het winnende doelpunt.
Het EK in Polen en Oekraïne begon slecht, in de eerste helft kwam Griekenland met 1-0 achter tegen Polen en raakte Sokratis Papastathopoulos kwijt met twee gele kaarten. In de tweede helft kantelde de wedstrijd en na de gelijkmaker miste aanvoerder Giorgos Karagounis een strafschop. Na een 1-2 nederlaag tegen Tsjechië moest er gewonnen worden van Rusland om de kwartfinale te bereiken. Karagounis scoorde vlak voor rust de winnende treffer, maar Karagounis zou de kwartfinale niet meemaken, hij kreeg een tweede gele kaart na een vermeende schwalbe. In de kwartfinale stond Griekenland een uur voor tijd nog gelijk tegen het favoriete Duitsland, maar in het laatste half uur stortte de ploeg in elkaar: 4-2.

#### WK 2014
Griekenland streed met Bosnië en Herzegovina voor directe plaatsing voor het WK, in de directe confrontaties was Bosnië sterker (0-0 in Athene, 3-1 nederlaag in Zenica). Met louter tegenstanders zonder reputatie scoorde Griekenland matig (twaalf goals in tien wedstrijden) en moest het Bosnië op doelslado voor zich te dulden. In de play-offs rekende Griekenland af met Roemenië en plaatste zich voor de vierde achtereenvolgende keer voor een groot toernooi. Traditioneel beleefde Griekenland een slechte start, het WK in Brazilië begon met een 3-0 nederlaag tegen Colombia. In de tweede wedstrijd tegen Japan werd Kostas Katsouranis in de eerste helft na twee gele kaarten uit het veld gestuurd, in het restant van het wedstrijd verdedigde Griekenland alleen maar om de kansen op de achtste finales levend te houden. De derde wedstrijd moest van Ivoorkust gewonnen worden en tegen hun natuur in koos Griekenland voor de aanval en kwam met 1-0 voor. Griekenland kon de voorsprong niet vasthouden, maar in de derde minuut van de blessuretijd was een vergrijp op Georgios Samaras reden voor een strafschop, die hij zelf benutte. Deze beslissing werd door commentatoren als zwaar bestraft gezien. In de achtste finales was het verrassend goed presterende Costa Rica de tegenstander. Na een 1-0 achterstand waren de Grieken veel sterker, zeker nadat ze tegen tien man speelden en opnieuw scoorde Griekenland in de laatste minuut (1-1). In de verlenging kon Griekenland Costa Rica de genadeklap niet geven en in de strafschoppenserie miste Theofanis Gekas als enige speler. Een hele generatie nam afscheid van het nationale team waaronder recordinternational Karagounis (138 interlands).

### 2014 tot heden

#### EK 2016
Claudio Ranieri werd de nieuwe trainer, maar werd al na vier wedstrijden ontslagen, na eerdere thuisnederlagen tegen Roemenië en Noord-Ierland volgde een thuisnederlaag tegen de Faeröer Eilanden (0-1). Zijn opvolger Sergio Markarián werd na een volgende nederlaag tegen dezelfde eilandengroep ontslagen. Alleen de laatste wedstrijd tegen Hongarije werd gewonnen en Griekenland eindigde op de laatste plaats in zijn groep, het verloor zes van de tien wedstrijden, zelfs een oefenduel tegen Luxemburg ging verloren.

#### WK 2018
Griekenland streed met België en Bosnië en Herzegovina om een WK-plek. Griekenland stuntte bijna in Brussel door vlak voor tijd met 0-1 voor te staan, maar een doelpunt van Romelu Lukaku voorkwam een zege. Na een serie gelijke spelen werd België onbereikbaar en in de achtste wedstrijd plaatste België zich voor het WK na een 1-2-zege in Athene. De laatste wedstrijden werden gewonnen en met twee punten voorsprong op Bosnië werden de play-offwedstrijden gehaald. De eerste wedstrijd tegen Kroatië werd met 4-1 verloren, waardoor de return een formaliteit werd (0-0) en Griekenland zich niet kon plaatsen voor het WK.

## Deelnames aan internationale toernooien

### Wereldkampioenschap
| Wereldkampioenschap voetbal | Wereldkampioenschap voetbal | Wereldkampioenschap voetbal | Wereldkampioenschap voetbal | Wereldkampioenschap voetbal | Wereldkampioenschap voetbal | Wereldkampioenschap voetbal | Wereldkampioenschap voetbal | Wereldkampioenschap voetbal | Wereldkampioenschap voetbal |
| Jaar                        | Ronde                       | Wed.                        | W                           | G                           | V                           | DV                          | DT                          | Kwal                        |                             |
| --------------------------- | --------------------------- | --------------------------- | --------------------------- | --------------------------- | --------------------------- | --------------------------- | --------------------------- | --------------------------- | --------------------------- |
| 1934                        | Niet gekwalificeerd         | Niet gekwalificeerd         | Niet gekwalificeerd         | Niet gekwalificeerd         | Niet gekwalificeerd         | Niet gekwalificeerd         | Niet gekwalificeerd         | Niet gekwalificeerd         |                             |
| 1938                        | Niet gekwalificeerd         | Niet gekwalificeerd         | Niet gekwalificeerd         | Niet gekwalificeerd         | Niet gekwalificeerd         | Niet gekwalificeerd         | Niet gekwalificeerd         | Niet gekwalificeerd         |                             |
| 1950                        | Geen deelname               | Geen deelname               | Geen deelname               | Geen deelname               | Geen deelname               | Geen deelname               | Geen deelname               | Geen deelname               |                             |
| 1954                        | Niet gekwalificeerd         | Niet gekwalificeerd         | Niet gekwalificeerd         | Niet gekwalificeerd         | Niet gekwalificeerd         | Niet gekwalificeerd         | Niet gekwalificeerd         | Niet gekwalificeerd         |                             |
| 1958                        | Niet gekwalificeerd         | Niet gekwalificeerd         | Niet gekwalificeerd         | Niet gekwalificeerd         | Niet gekwalificeerd         | Niet gekwalificeerd         | Niet gekwalificeerd         | Niet gekwalificeerd         |                             |
| 1962                        | Niet gekwalificeerd         | Niet gekwalificeerd         | Niet gekwalificeerd         | Niet gekwalificeerd         | Niet gekwalificeerd         | Niet gekwalificeerd         | Niet gekwalificeerd         | Niet gekwalificeerd         |                             |
| 1966                        | Niet gekwalificeerd         | Niet gekwalificeerd         | Niet gekwalificeerd         | Niet gekwalificeerd         | Niet gekwalificeerd         | Niet gekwalificeerd         | Niet gekwalificeerd         | Niet gekwalificeerd         |                             |
| 1970                        | Niet gekwalificeerd         | Niet gekwalificeerd         | Niet gekwalificeerd         | Niet gekwalificeerd         | Niet gekwalificeerd         | Niet gekwalificeerd         | Niet gekwalificeerd         | Niet gekwalificeerd         |                             |
| 1974                        | Niet gekwalificeerd         | Niet gekwalificeerd         | Niet gekwalificeerd         | Niet gekwalificeerd         | Niet gekwalificeerd         | Niet gekwalificeerd         | Niet gekwalificeerd         | Niet gekwalificeerd         |                             |
| 1978                        | Niet gekwalificeerd         | Niet gekwalificeerd         | Niet gekwalificeerd         | Niet gekwalificeerd         | Niet gekwalificeerd         | Niet gekwalificeerd         | Niet gekwalificeerd         | Niet gekwalificeerd         |                             |
| 1982                        | Niet gekwalificeerd         | Niet gekwalificeerd         | Niet gekwalificeerd         | Niet gekwalificeerd         | Niet gekwalificeerd         | Niet gekwalificeerd         | Niet gekwalificeerd         | Niet gekwalificeerd         |                             |
| 1986                        | Niet gekwalificeerd         | Niet gekwalificeerd         | Niet gekwalificeerd         | Niet gekwalificeerd         | Niet gekwalificeerd         | Niet gekwalificeerd         | Niet gekwalificeerd         | Niet gekwalificeerd         |                             |
| 1990                        | Niet gekwalificeerd         | Niet gekwalificeerd         | Niet gekwalificeerd         | Niet gekwalificeerd         | Niet gekwalificeerd         | Niet gekwalificeerd         | Niet gekwalificeerd         | Niet gekwalificeerd         |                             |
| 1994                        | Groepsfase                  | 3                           | 0                           | 0                           | 3                           | 0                           | 10                          | (Kwal.)                     |                             |
| 1998                        | Niet gekwalificeerd         | Niet gekwalificeerd         | Niet gekwalificeerd         | Niet gekwalificeerd         | Niet gekwalificeerd         | Niet gekwalificeerd         | Niet gekwalificeerd         | Niet gekwalificeerd         |                             |
| 2002                        | Niet gekwalificeerd         | Niet gekwalificeerd         | Niet gekwalificeerd         | Niet gekwalificeerd         | Niet gekwalificeerd         | Niet gekwalificeerd         | Niet gekwalificeerd         | Niet gekwalificeerd         |                             |
| 2006                        | Niet gekwalificeerd         | Niet gekwalificeerd         | Niet gekwalificeerd         | Niet gekwalificeerd         | Niet gekwalificeerd         | Niet gekwalificeerd         | Niet gekwalificeerd         | Niet gekwalificeerd         |                             |
| 2010                        | Groepsfase                  | 3                           | 1                           | 0                           | 2                           | 2                           | 5                           | (Kwal.)                     |                             |
| 2014                        | Achtste finale              | 4                           | 1                           | 2                           | 1                           | 3                           | 5                           | (Kwal.)                     |                             |
| 2018                        | Niet gekwalificeerd         | Niet gekwalificeerd         | Niet gekwalificeerd         | Niet gekwalificeerd         | Niet gekwalificeerd         | Niet gekwalificeerd         | Niet gekwalificeerd         | Niet gekwalificeerd         |                             |
| 2022                        | Niet gekwalificeerd         | Niet gekwalificeerd         | Niet gekwalificeerd         | Niet gekwalificeerd         | Niet gekwalificeerd         | Niet gekwalificeerd         | Niet gekwalificeerd         | Niet gekwalificeerd         |                             |

### Confederations Cup
| FIFA Confederations Cup | FIFA Confederations Cup | FIFA Confederations Cup | FIFA Confederations Cup | FIFA Confederations Cup | FIFA Confederations Cup | FIFA Confederations Cup | FIFA Confederations Cup | FIFA Confederations Cup |
| Jaar                    | Ronde                   | Wed.                    | W                       | G                       | V                       | DV                      | DT                      |                         |
| ----------------------- | ----------------------- | ----------------------- | ----------------------- | ----------------------- | ----------------------- | ----------------------- | ----------------------- | ----------------------- |
| 2005                    | Groepsfase              | 3                       | 0                       | 1                       | 2                       | 0                       | 4                       |                         |

### Europees kampioenschap voetbal
| Europees kampioenschap voetbal | Europees kampioenschap voetbal | Europees kampioenschap voetbal | Europees kampioenschap voetbal | Europees kampioenschap voetbal | Europees kampioenschap voetbal | Europees kampioenschap voetbal | Europees kampioenschap voetbal | Europees kampioenschap voetbal | Europees kampioenschap voetbal |
| Jaar                           | Ronde                          | Wed.                           | W                              | G                              | V                              | DV                             | DT                             | Kwal                           |                                |
| ------------------------------ | ------------------------------ | ------------------------------ | ------------------------------ | ------------------------------ | ------------------------------ | ------------------------------ | ------------------------------ | ------------------------------ | ------------------------------ |
| 1960                           | Niet gekwalificeerd            | Niet gekwalificeerd            | Niet gekwalificeerd            | Niet gekwalificeerd            | Niet gekwalificeerd            | Niet gekwalificeerd            | Niet gekwalificeerd            | Niet gekwalificeerd            |                                |
| 1964                           | Teruggetrokken                 | Teruggetrokken                 | Teruggetrokken                 | Teruggetrokken                 | Teruggetrokken                 | Teruggetrokken                 | Teruggetrokken                 | Teruggetrokken                 |                                |
| 1968                           | Niet gekwalificeerd            | Niet gekwalificeerd            | Niet gekwalificeerd            | Niet gekwalificeerd            | Niet gekwalificeerd            | Niet gekwalificeerd            | Niet gekwalificeerd            | Niet gekwalificeerd            |                                |
| 1972                           | Niet gekwalificeerd            | Niet gekwalificeerd            | Niet gekwalificeerd            | Niet gekwalificeerd            | Niet gekwalificeerd            | Niet gekwalificeerd            | Niet gekwalificeerd            | Niet gekwalificeerd            |                                |
| 1976                           | Niet gekwalificeerd            | Niet gekwalificeerd            | Niet gekwalificeerd            | Niet gekwalificeerd            | Niet gekwalificeerd            | Niet gekwalificeerd            | Niet gekwalificeerd            | Niet gekwalificeerd            |                                |
| 1980                           | Groepsfase                     | 3                              | 0                              | 1                              | 2                              | 1                              | 4                              | (Kwal.)                        |                                |
| 1984                           | Niet gekwalificeerd            | Niet gekwalificeerd            | Niet gekwalificeerd            | Niet gekwalificeerd            | Niet gekwalificeerd            | Niet gekwalificeerd            | Niet gekwalificeerd            | Niet gekwalificeerd            |                                |
| 1988                           | Niet gekwalificeerd            | Niet gekwalificeerd            | Niet gekwalificeerd            | Niet gekwalificeerd            | Niet gekwalificeerd            | Niet gekwalificeerd            | Niet gekwalificeerd            | Niet gekwalificeerd            |                                |
| 1992                           | Niet gekwalificeerd            | Niet gekwalificeerd            | Niet gekwalificeerd            | Niet gekwalificeerd            | Niet gekwalificeerd            | Niet gekwalificeerd            | Niet gekwalificeerd            | Niet gekwalificeerd            |                                |
| 1996                           | Niet gekwalificeerd            | Niet gekwalificeerd            | Niet gekwalificeerd            | Niet gekwalificeerd            | Niet gekwalificeerd            | Niet gekwalificeerd            | Niet gekwalificeerd            | Niet gekwalificeerd            |                                |
| 2000                           | Niet gekwalificeerd            | Niet gekwalificeerd            | Niet gekwalificeerd            | Niet gekwalificeerd            | Niet gekwalificeerd            | Niet gekwalificeerd            | Niet gekwalificeerd            | Niet gekwalificeerd            |                                |
| 2004                           | Kampioen                       | 6                              | 4                              | 1                              | 1                              | 7                              | 4                              | (Kwal.)                        |                                |
| 2008                           | Groepsfase                     | 3                              | 0                              | 0                              | 3                              | 1                              | 5                              | (Kwal.)                        |                                |
| 2012                           | Kwartfinale                    | 4                              | 1                              | 1                              | 2                              | 5                              | 7                              | (Kwal.)                        |                                |
| 2016                           | Niet gekwalificeerd            | Niet gekwalificeerd            | Niet gekwalificeerd            | Niet gekwalificeerd            | Niet gekwalificeerd            | Niet gekwalificeerd            | Niet gekwalificeerd            | Niet gekwalificeerd            |                                |
| 2020                           | Niet gekwalificeerd            | Niet gekwalificeerd            | Niet gekwalificeerd            | Niet gekwalificeerd            | Niet gekwalificeerd            | Niet gekwalificeerd            | Niet gekwalificeerd            | Niet gekwalificeerd            |                                |
| 2024                           | Niet gekwalificeerd            | Niet gekwalificeerd            | Niet gekwalificeerd            | Niet gekwalificeerd            | Niet gekwalificeerd            | Niet gekwalificeerd            | Niet gekwalificeerd            | Niet gekwalificeerd            |                                |

### UEFA Nations League
| 2018–19 | C | 33e | 6 | 3 | 0 | 3 | 4  | 5 | Stabiel  |
| 2020–21 | C | 37e | 6 | 3 | 3 | 0 | 6  | 1 | Stabiel  |
| 2022–23 | C | 34e | 6 | 5 | 0 | 1 | 10 | 2 | Gestegen |

## Huidige selectie
De volgende spelers werden opgeroepen voor de interlands tegen  Schotland op 20 en 23 maart 2025.
Interlands en doelpunten bijgewerkt tot en met de interland tegen  Finland op 17 november 2024.
| №           | Naam                      | Wed. | Dlpnt. | Club              |
| ----------- | ------------------------- | ---- | ------ | ----------------- |
| Doel        |                           |      |        |                   |
|             | Odysseas Vlachodimos      | 48   | 0      | Newcastle United  |
|             | Konstantinos Tzolakis     | 1    | 0      | Olympiakos        |
|             | Christos Mandas           | 1    | 0      | Lazio             |
| Verdediging |                           |      |        |                   |
|             | Konstantinos Tsimikas     | 39   | 0      | Liverpool         |
|             | Pantelis Hatzidiakos      | 35   | 0      | FC Kopenhagen     |
|             | Konstantinos Mavropanos   | 33   | 2      | West Ham United   |
|             | Dimitris Giannoulis       | 31   | 0      | FC Augsburg       |
|             | Lazaros Rota              | 21   | 0      | AEK Athene        |
|             | Panagiotis Retsos         | 15   | 0      | Olympiakos        |
|             | Konstantinos Koulierakis  | 11   | 0      | VfL Wolfsburg     |
|             | Georgios Vagiannidis      | 3    | 0      | Panathinaikos     |
| Middenveld  |                           |      |        |                   |
|             | Petros Mantalos           | 67   | 7      | AEK Athene        |
|             | Dimitris Kourbelis        | 43   | 2      | Al-Khaleej        |
|             | Dimitris Pelkas           | 42   | 4      | PAOK Thessaloniki |
|             | Manolis Siopis            | 36   | 1      | Panathinaikos     |
|             | Giannis Konstantelias     | 9    | 1      | PAOK Thessaloniki |
|             | Sotiris Alexandropoulos   | 9    | 0      | Standard Luik     |
|             | Christos Zafeiris         | 5    | 0      | Slavia Praag      |
|             | Christos Mouzakitis       | 1    | 0      | Olympiakos        |
|             | Konstantinos Karetsas     | 0    | 0      | KRC Genk          |
| Aanval      |                           |      |        |                   |
|             | Giorgos Masouras          | 47   | 10     | VfL Bochum        |
|             | Vangelis Pavlidis         | 44   | 8      | SL Benfica        |
|             | Christos Tzolis           | 20   | 4      | Club Brugge       |
|             | Anastasios Douvikas       | 18   | 1      | Como 1907         |
|             | Anastasios Chatzigiovanis | 15   | 0      | Asteras Tripolis  |
|             | Fotis Ioannidis           | 14   | 5      | Panathinaikos     |

## Recent opgeroepen
De volgende spelers zijn afgelopen 12 maanden ook opgeroepen voor het nationale elftal, maar zaten om verschillende redenen niet bij de meest recente selectie.
| Naam                   | Club          | Wedstrijden |    |
| ---------------------- | ------------- | ----------- | -- |
| Doel                   |               |             |    |
| Giorgos Athanasiadis   | AEK Larnaca   | 1           | 0  |
| Alexandros Paschalakis | Olympiakos    | 5           | 0  |
| Verdediging            |               |             |    |
| Andreas Ntoi           | Rio Ave       | 2           | 0  |
| Giannis Kotsiras       | Panathinaikos | 3           | 0  |
| Manolis Saliakas       | FC St. Pauli  | 4           | 0  |
| Middenveld             |               |             |    |
| Anastasios Bakasetas   | Panathinaikos | 73          | 17 |
| José Zeca              | Panathinaikos | 34          | 2  |
| Andreas Bouchalakis    | Hertha BSC    | 47          | 1  |
| Kostas Galanopoulos    | APOEL Nicosia | 8           | 1  |
| Aanval                 |               |             |    |
| Dimitris Limnios       | Panathinaikos | 25          | 3  |
| Giorgos Giakoumakis    | Cruz Azul     | 22          | 4  |

## Statistieken
- Bijgewerkt tot en met de interland tegen  Malta (2-0) op 11 juni 2024.

### Tegenstanders
| Tegenstander                   | Wed. | W  | G  | V  | DV | DT | WP    |
| ------------------------------ | ---- | -- | -- | -- | -- | -- | ----- |
| Albanië                        | 13   | 6  | 3  | 4  | 13 | 10 | 1.154 |
| Argentinië                     | 2    | 0  | 0  | 2  | 0  | 6  | 0.000 |
| Armenië                        | 6    | 4  | 1  | 1  | 7  | 3  | 1.500 |
| Australië                      | 11   | 4  | 3  | 4  | 14 | 14 | 1.000 |
| België                         | 10   | 3  | 4  | 3  | 10 | 11 | 1.000 |
| Bolivia                        | 2    | 1  | 1  | 0  | 2  | 1  | 1.500 |
| Bosnië en Her.                 | 11   | 5  | 5  | 1  | 17 | 9  | 1.364 |
| Brazilië                       | 2    | 0  | 1  | 1  | 0  | 3  | 0.500 |
| Bulgarije                      | 24   | 6  | 6  | 12 | 31 | 43 | 0.750 |
| Canada                         | 4    | 3  | 1  | 0  | 5  | 0  | 1.750 |
| Chili                          | 1    | 1  | 0  | 0  | 1  | 0  | 2.000 |
| Colombia                       | 2    | 0  | 0  | 2  | 0  | 5  | 0.000 |
| Costa Rica                     | 1    | 0  | 0  | 1  | 1  | 1  | 0.000 |
| Cyprus                         | 29   | 19 | 7  | 4  | 55 | 27 | 1.552 |
| Duitse Democratische Republiek | 8    | 2  | 0  | 6  | 7  | 12 | 0.500 |
| Denemarken                     | 16   | 3  | 4  | 9  | 18 | 34 | 0.625 |
| Duitsland                      | 10   | 0  | 3  | 7  | 10 | 23 | 0.300 |
| Ecuador                        | 1    | 0  | 1  | 0  | 1  | 1  | 1.000 |
| Egypte                         | 10   | 5  | 2  | 3  | 18 | 12 | 1.400 |
| El Salvador                    | 2    | 2  | 0  | 0  | 6  | 1  | 2.000 |
| Engeland                       | 11   | 1  | 2  | 8  | 4  | 27 | 0.364 |
| Estland                        | 6    | 3  | 2  | 1  | 9  | 5  | 1.333 |
| Ethiopië                       | 3    | 3  | 0  | 0  | 7  | 3  | 2.000 |
| Faeröer                        | 4    | 2  | 0  | 2  | 11 | 5  | 1.000 |
| Finland                        | 18   | 11 | 5  | 6  | 30 | 22 | 1.500 |
| Frankrijk                      | 10   | 1  | 2  | 7  | 9  | 26 | 0.400 |
| Georgië                        | 10   | 7  | 3  | 0  | 17 | 6  | 1.700 |
| Gibraltar                      | 4    | 4  | 0  | 0  | 16 | 1  | 2.000 |
| Ghana                          | 1    | 0  | 1  | 0  | 1  | 1  | 1.000 |
| Honduras                       | 1    | 1  | 0  | 0  | 2  | 1  | 2.000 |
| Hongarije                      | 22   | 10 | 6  | 6  | 33 | 37 | 1.182 |
| Ierland                        | 7    | 6  | 1  | 0  | 10 | 1  | 1.857 |
| IJsland                        | 3    | 2  | 0  | 1  | 4  | 3  | 1.333 |
| Israël                         | 19   | 11 | 5  | 3  | 30 | 21 | 1.421 |
| Italië                         | 11   | 1  | 3  | 7  | 6  | 22 | 0.455 |
| Ivoorkust                      | 1    | 1  | 0  | 0  | 2  | 1  | 2.000 |
| Japan                          | 2    | 0  | 1  | 1  | 0  | 1  | 0.500 |
| Joegoslavië                    | 18   | 2  | 2  | 14 | 17 | 53 | 0.333 |
| Kameroen                       | 1    | 0  | 0  | 1  | 0  | 3  | 0.000 |
| Kazachstan                     | 4    | 4  | 0  | 0  | 12 | 2  | 2.000 |
| Kosovo                         | 6    | 3  | 3  | 0  | 7  | 3  | 1.500 |
| Kroatië                        | 8    | 2  | 4  | 2  | 9  | 10 | 1.000 |
| Letland                        | 8    | 5  | 2  | 1  | 13 | 6  | 1.500 |
| Libië                          | 1    | 1  | 0  | 0  | 4  | 0  | 2.000 |
| Liechtenstein                  | 5    | 4  | 1  | 0  | 8  | 1  | 1.800 |
| Litouwen                       | 4    | 2  | 1  | 1  | 4  | 2  | 1.250 |
| Luxemburg                      | 9    | 8  | 0  | 1  | 17 | 3  | 1.778 |
| Malta                          | 12   | 8  | 3  | 1  | 26 | 7  | 1.583 |
| Mexico                         | 4    | 1  | 2  | 1  | 4  | 4  | 1.000 |
| Marokko                        | 1    | 0  | 1  | 0  | 0  | 0  | 1.000 |
| Montenegro                     | 2    | 1  | 0  | 1  | 3  | 3  | 1.000 |
| Moldavië                       | 7    | 6  | 1  | 0  | 13 | 2  | 1.857 |
| Nederland                      | 11   | 1  | 1  | 9  | 3  | 24 | 0.273 |
| Nieuw-Zeeland                  | 1    | 1  | 0  | 0  | 2  | 0  | 2.000 |
| Nigeria                        | 4    | 2  | 1  | 1  | 4  | 3  | 1.250 |
| Noord-Ierland                  | 9    | 6  | 0  | 3  | 13 | 11 | 1.333 |
| Noord-Korea                    | 1    | 0  | 1  | 0  | 2  | 2  | 1.000 |
| Noorwegen                      | 9    | 5  | 2  | 2  | 13 | 10 | 1.333 |
| Oostenrijk                     | 13   | 4  | 5  | 4  | 20 | 18 | 1.000 |
| Paraguay                       | 1    | 0  | 0  | 1  | 0  | 2  | 0.000 |
| Polen                          | 17   | 3  | 4  | 10 | 12 | 30 | 0.588 |
| Portugal                       | 14   | 5  | 5  | 4  | 18 | 16 | 1.071 |
| Qatar                          | 1    | 1  | 0  | 0  | 1  | 0  | 2.000 |
| Roemenië                       | 35   | 7  | 10 | 18 | 36 | 70 | 0.686 |
| Rusland                        | 22   | 4  | 5  | 13 | 14 | 39 | 0.591 |
| San Marino                     | 2    | 2  | 0  | 0  | 6  | 0  | 2.000 |
| Saoedi-Arabië                  | 3    | 1  | 1  | 1  | 6  | 4  | 1.000 |
| Schotland                      | 2    | 1  | 0  | 1  | 1  | 1  | 1.000 |
| Senegal                        | 1    | 0  | 0  | 1  | 0  | 2  | 0.000 |
| Servië                         | 2    | 1  | 0  | 1  | 1  | 2  | 1.000 |
| Slovenië                       | 7    | 3  | 4  | 0  | 11 | 3  | 1.429 |
| Slowakije                      | 5    | 3  | 1  | 1  | 6  | 4  | 1.400 |
| Spanje                         | 12   | 1  | 3  | 8  | 11 | 21 | 0.417 |
| Syrië                          | 2    | 2  | 0  | 0  | 12 | 0  | 2.000 |
| Tsjechië                       | 4    | 1  | 2  | 1  | 2  | 2  | 1.000 |
| Tsjecho-Slowakije              | 5    | 0  | 0  | 5  | 2  | 11 | 0.000 |
| Turkije                        | 11   | 1  | 3  | 7  | 7  | 17 | 0.455 |
| Oekraïne                       | 6    | 2  | 2  | 2  | 3  | 4  | 1.000 |
| Verenigde Staten               | 1    | 0  | 1  | 0  | 1  | 1  | 1.000 |
| Wales                          | 2    | 1  | 0  | 1  | 3  | 4  | 1.000 |
| Wit-Rusland                    | 2    | 1  | 0  | 1  | 1  | 1  | 1.000 |
| Zuid-Korea                     | 4    | 0  | 1  | 3  | 1  | 6  | 0.250 |
| Zweden                         | 8    | 3  | 3  | 2  | 10 | 11 | 1.125 |
| Zwitserland                    | 15   | 2  | 4  | 9  | 12 | 20 | 0.533 |

## FIFA-wereldranglijst[4]
| 1993 | 1994 | 1995 | 1996 | 1997 | 1998 | 1999 | 2000 | 2001 | 2002 | 2003 | 2004 | 2005 | 2006 | 2007 | 2008 | 2009 | 2010 | 2011 | 2012 | 2013 | 2014 | 2015 | 2016 | 2017 | 2018 | 2019 | 2020 | 2021 | 2022 | 2023 | 2024 |
| ---- | ---- | ---- | ---- | ---- | ---- | ---- | ---- | ---- | ---- | ---- | ---- | ---- | ---- | ---- | ---- | ---- | ---- | ---- | ---- | ---- | ---- | ---- | ---- | ---- | ---- | ---- | ---- | ---- | ---- | ---- | ---- |
| 34   | 28   | 34   | 35   | 42   | 53   | 34   | 42   | 57   | 48   | 30   | 18   | 16   | 16   | 11   | 20   | 13   | 11   | 14   | 11   | 13   | 24   | 41   | 42   | 47   | 43   | 54   | 53   | 55   | 51   | 47   | 39   |

## Selecties

### Wereldkampioenschap
| Doel        |                         |  |  |                    |
| 20          | Elias Atmatsidis        |  |  | AEK Athene         |
| 15          | Christos Karkamanis     |  |  | Aris Saloniki      |
| 1           | Antonios Minou          |  |  | Apollon Smyrnis    |
| Verdediging |                         |  |  |                    |
| 21          | Alexios Alexandris      |  |  | Olympiakos Piraeus |
| 2           | Stratos Apostolakis     |  |  | Panathinaikos FC   |
| 17          | Minas Hantzidis         |  |  | Olympiakos Piraeus |
| 5           | Giannis Kalitzakis      |  |  | Panathinaikos FC   |
| 13          | Vaios Karagiannis       |  |  | AEK Athene         |
| 18          | Kyriakos Karataidis     |  |  | Olympiakos Piraeus |
| 3           | Thanasis Kolitsidakis   |  |  | Panathinaikos FC   |
| 4           | Stylianos Manolas       |  |  | AEK Athene         |
| Middenveld  |                         |  |  |                    |
| 22          | Alexis Alexiou          |  |  | PAOK Saloniki      |
| 19          | Savvas Kofidis          |  |  | Aris Saloniki      |
| 12          | Spyros Marangos         |  |  | Panathinaikos FC   |
| 10          | Anastasios Mitropoulos  |  |  | Panathinaikos FC   |
| 8           | Nikos Nioplias          |  |  | Panathinaikos FC   |
| 6           | Panagiotis Tsalouchidis |  |  | Olympiakos Piraeus |
| 11          | Nikos Tsiantakis        |  |  | Olympiakos Piraeus |
| Aanval      |                         |  |  |                    |
| 16          | Alexandros Alexoudis    |  |  | Panathinaikos FC   |
| 14          | Vassilios Dimitriadis   |  |  | AEK Athene         |
| 9           | Nikos Machlas           |  |  | OFI Heraklion      |
| 7           | Dimitris Saravakos      |  |  | AEK Athene         |

| Doel        |                           |  |  |                    |
| 1           | Konstantinos Chalkias     |  |  | PAOK Saloniki      |
| 13          | Michalis Sifakis          |  |  | Aris Saloniki      |
| 12          | Alexandros Tzorvas        |  |  | Panathinaikos FC   |
| Verdediging |                           |  |  |                    |
| 16          | Sotirios Kyrgiakos        |  |  | Liverpool FC       |
| 22          | Stelios Malezas           |  |  | PAOK Saloniki      |
| 5           | Vangelis Moras            |  |  | Bologna FC 1909    |
| 19          | Sokratis Papastathopoulos |  |  | Genoa CFC          |
| 3           | Christos Patsatzoglou     |  |  | Omonia Nicosia     |
| 2           | Yourkas Seitaridis        |  |  | Panathinaikos FC   |
| 4           | Nikos Spyropoulos         |  |  | Panathinaikos FC   |
| 15          | Vasilios Torosidis        |  |  | Olympiakos Piraeus |
| 11          | Loukas Vyntra             |  |  | Panathinaikos FC   |
| Middenveld  |                           |  |  |                    |
| 10          | Giorgios Karagounis       |  |  | Panathinaikos FC   |
| 21          | Kostas Katsouranis        |  |  | Panathinaikos FC   |
| 18          | Sotiris Ninis             |  |  | Panathinaikos FC   |
| 8           | Avraam Papadopoulos       |  |  | Olympiakos Piraeus |
| 23          | Athanasios Prittas        |  |  | Aris Saloniki      |
| 6           | Alexandros Tziolis        |  |  | AC Siena           |
| Aanval      |                           |  |  |                    |
| 9           | Angelos Charisteas        |  |  | 1. FC Nürnberg     |
| 17          | Theofanis Gekas           |  |  | Hertha BSC         |
| 20          | Pantelis Kapetanos        |  |  | Steaua Boekarest   |
| 14          | Dimitrios Salpingidis     |  |  | Panathinaikos FC   |
| 7           | Georgios Samaras          |  |  | Celtic FC          |

### Europees kampioenschap
| Doel        |                          |  |  |                    |
| 1           | Antonios Nikopolidis     |  |  | Olympiakos Piraeus |
| 12          | Konstantinos Chalkias    |  |  | Panathinaikos      |
| 13          | Theofanis Katergiannakis |  |  | Cagliari           |
| Verdediging |                          |  |  |                    |
| 2           | Yourkas Seitaridis       |  |  | FC Porto           |
| 3           | Stylianos Venetidis      |  |  | Olympiakos Piraeus |
| 4           | Nikolaos Dabizas         |  |  | Leicester City     |
| 5           | Traianos Dellas          |  |  | AS Roma            |
| 14          | Panagiotis Fyssas        |  |  | SL Benfica         |
| 18          | Yannis Goumas            |  |  | Panathinaikos      |
| 19          | Michalis Kapsis          |  |  | Girondins Bordeaux |
| Middenveld  |                          |  |  |                    |
| 6           | Angelos Basinas          |  |  | Panathinaikos      |
| 7           | Theodoros Zagorakis      |  |  | Bologna FC         |
| 8           | Stylianos Giannakopoulos |  |  | Bolton Wanderers   |
| 10          | Vasilis Tsiartas         |  |  | AEK Athene         |
| 16          | Pantelis Kafes           |  |  | Olympiakos Piraeus |
| 17          | Giorgos Georgiadis       |  |  | Olympiakos Piraeus |
| 20          | Giorgios Karagounis      |  |  | Internazionale     |
| 21          | Kostas Katsouranis       |  |  | AEK Athene         |
| 23          | Vasilis Lakis            |  |  | Olympiakos Piraeus |
| Aanval      |                          |  |  |                    |
| 9           | Angelos Charisteas       |  |  | Werder Bremen      |
| 11          | Demis Nikolaidis         |  |  | Atlético Madrid    |
| 15          | Zisis Vryzas             |  |  | ACF Fiorentina     |
| 22          | Dimitrios Papadopoulos   |  |  | Panathinaikos      |

### FIFA Confederations Cup
| Doel        |                          |  |  |                      |
| 1           | Antonios Nikopolidis     |  |  | Olympiakos Piraeus   |
| 12          | Konstantinos Chalkias    |  |  | Portsmouth           |
| 13          | Michail Sifakis          |  |  | OFI Kreta            |
| Verdediging |                          |  |  |                      |
| 2           | Georgios Seitaridis      |  |  | FC Porto             |
| 3           | Loukas Vyntra            |  |  | Panathinaikos        |
| 4           | Efstathios Tavlaridis    |  |  | Lille OSC            |
| 5           | Sotirios Kyrgiakos       |  |  | Rangers              |
| 14          | Panagiotis Fyssas        |  |  | SL Benfica           |
| 18          | Yannis Goumas            |  |  | Panathinaikos        |
| 19          | Mihalis Kapsis           |  |  | Girondins Bordeaux   |
| Middenveld  |                          |  |  |                      |
| 6           | Angelos Basinas          |  |  | Panathinaikos        |
| 7           | Theodoros Zagorakis      |  |  | Bologna FC           |
| 8           | Stylianos Giannakopoulos |  |  | Bolton Wanderers     |
| 10          | Vasilis Tsiartas         |  |  | 1. FC Köln           |
| 16          | Pantelis Kafes           |  |  | Olympiakos Piraeus   |
| 20          | Giorgios Karagounis      |  |  | Internazionale       |
| 21          | Kostas Katsouranis       |  |  | AEK Athene           |
| 23          | Vassilios Lakis          |  |  | Crystal Palace       |
| Aanval      |                          |  |  |                      |
| 9           | Angelos Charisteas       |  |  | AFC Ajax             |
| 11          | Dimitrios Papadopoulos   |  |  | Panathinaikos        |
| 15          | Zisis Vryzas             |  |  | Celta de Vigo        |
| 17          | Ioannis Amanatidis       |  |  | 1. FC Kaiserslautern |
| 22          | Theofanis Gekas          |  |  | Panathinaikos        |

EPO · A-internationals · Bondscoaches · Selecties · Grieks vrouwenelftal · Olympisch elftal · Griekenland U21 · Griekenland U20 · Griekenland U19 · Griekenland U18 · Griekenland U17 · Griekenland U16
1920 – 1929 ·
1930 – 1939 ·
1940 – 1949 ·
1950 – 1959 ·
1960 – 1969 ·
1970 – 1979 ·
1980 – 1989 ·
1990 – 1999 ·
2000 – 2009 ·
2010 – 2019 ·
2020 − 2029
EK 1980 · 
EK 2004 · 
EK 2008 · 
EK 2012
WK 1994 · 
WK 2010 · 
WK 2014
OS 1920 · 
OS 1952 · 
OS 2004
1920 · 
1921–1928 · 
1929 · 
1930 · 
1931 · 
1932 · 
1933 · 
1934 · 
1935 · 
1936 · 
1937 · 
1938 · 
1939–1947 · 
1948 · 
1949 · 
1950 · 
1952 · 
1952 · 
1953 · 
1954 · 
1955 · 
1956 · 
1957 · 
1958 · 
1959 · 
1960 · 
1961 · 
1962 · 
1963 · 
1964 · 
1965 · 
1966 · 
1967 · 
1968 · 
1969 · 
1970 · 
1971 · 
1972 · 
1973 · 
1974 · 
1975 · 
1976 · 
1977 · 
1978 · 
1979 · 
1980 · 
1981 · 
1982 · 
1983 · 
1984 · 
1985 · 
1986 · 
1987 · 
1988 · 
1989 · 
1990 · 
1991 ·
1992 · 
1993 · 
1994 · 
1995 · 
1996 · 
1997 · 
1998 · 
1999 · 
2000 · 
2001 · 
2002 · 
2003 · 
2004 · 
2005 · 
2006 · 
2007 · 
2008 · 
2009 · 
2010 · 
2011 · 
2012 · 
2013 · 
2014 · 
2015 · 
2016 · 
2017 · 
2018 ·
2019 ·
2020 ·
2021 ·
2022 ·
2023
Albanië ·
Argentinië ·
Armenië ·
Australië ·
België ·
Bolivia ·
Bosnië en Herzegovina ·
Brazilië ·
Bulgarije ·
Canada ·
Chili ·
Colombia ·
Costa Rica ·
Cyprus ·
Denemarken ·
DDR · 
Duitsland ·
Ecuador · 
Egypte ·
El Salvador ·
Engeland ·
Estland ·
Ethiopië ·
Faeröer ·
Finland ·
Frankrijk ·
Georgië ·
Ghana ·
Gibraltar ·
Honduras ·
Hongarije ·
Ierland ·
IJsland ·
Israël ·
Italië ·
Ivoorkust ·
Japan ·
Joegoslavië ·
Kameroen ·
Kazachstan ·
Kosovo ·
Kroatië ·
Letland ·
Libië ·
Liechtenstein ·
Litouwen ·
Luxemburg ·
Malta ·
Marokko ·
Mexico ·
Moldavië ·
Montenegro ·
Nederland ·
Nieuw-Zeeland ·
Nigeria ·
Noord-Ierland ·
Noord-Korea · 
Noorwegen ·
Oekraïne ·
Oostenrijk ·
Palestina ·
Paraguay · 
Polen ·
Portugal ·
Qatar ·
Roemenië ·
Rusland ·
San Marino ·
Saoedi-Arabië · 
Schotland ·
Senegal · 
Servië · 
Slovenië ·
Slowakije ·
Sovjet-Unie ·
Spanje ·
Syrië ·
Tsjechië ·
Tsjecho-Slowakije ·
Turkije ·
Verenigde Staten ·
Wales ·
Wit-Rusland · 
Zuid-Korea ·
Zweden ·
Zwitserland
Colombia (2014) · 
Costa Rica (2014) · 
Duitsland (2012) · 
Ivoorkust (2014) · 
Japan (2014) ·
Polen (2012) ·
Portugal (2004, 2) · 
Rusland (2008) ·
Rusland (2012) ·
Spanje (2008) ·
Tsjechië (2012) ·
Zuid-Korea (2010) ·
Zweden (2008)
 Albanië ·  Andorra ·  Armenië ·  Azerbeidzjan ·  België ·  Bosnië en Herzegovina ·  Bulgarije ·  Cyprus ·  Denemarken ·  Duitsland ·  Engeland ·  Estland ·  Faeröer ·  Finland ·  Frankrijk ·  Georgië ·  Gibraltar ·  Griekenland ·  Hongarije ·  Ierland ·  IJsland ·  Israël ·  Italië ·  Kazachstan ·  Kosovo ·  Kroatië ·  Letland ·  Liechtenstein ·  Litouwen ·  Luxemburg ·  Malta ·  Moldavië ·  Montenegro ·  Nederland ·  Noord-Ierland ·  Noord-Macedonië ·  Noorwegen ·  Oekraïne ·  Oostenrijk ·  Polen ·  Portugal ·  Roemenië ·  Rusland ·  San Marino ·  Schotland ·  Servië ·  Slovenië ·  Slowakije ·  Spanje ·  Tsjechië ·  Turkije ·  Wales ·  Wit-Rusland ·  Zweden ·  Zwitserland
 Bohemen ·  Bohemen en Moravië ·  Duitse Democratische Republiek ·  Ierland ·  Joegoslavië ·  Servië en Montenegro ·  Tsjecho-Slowakije ·  GOS ·  Saarland ·  Sovjet-Unie